# Beatriz Batarda

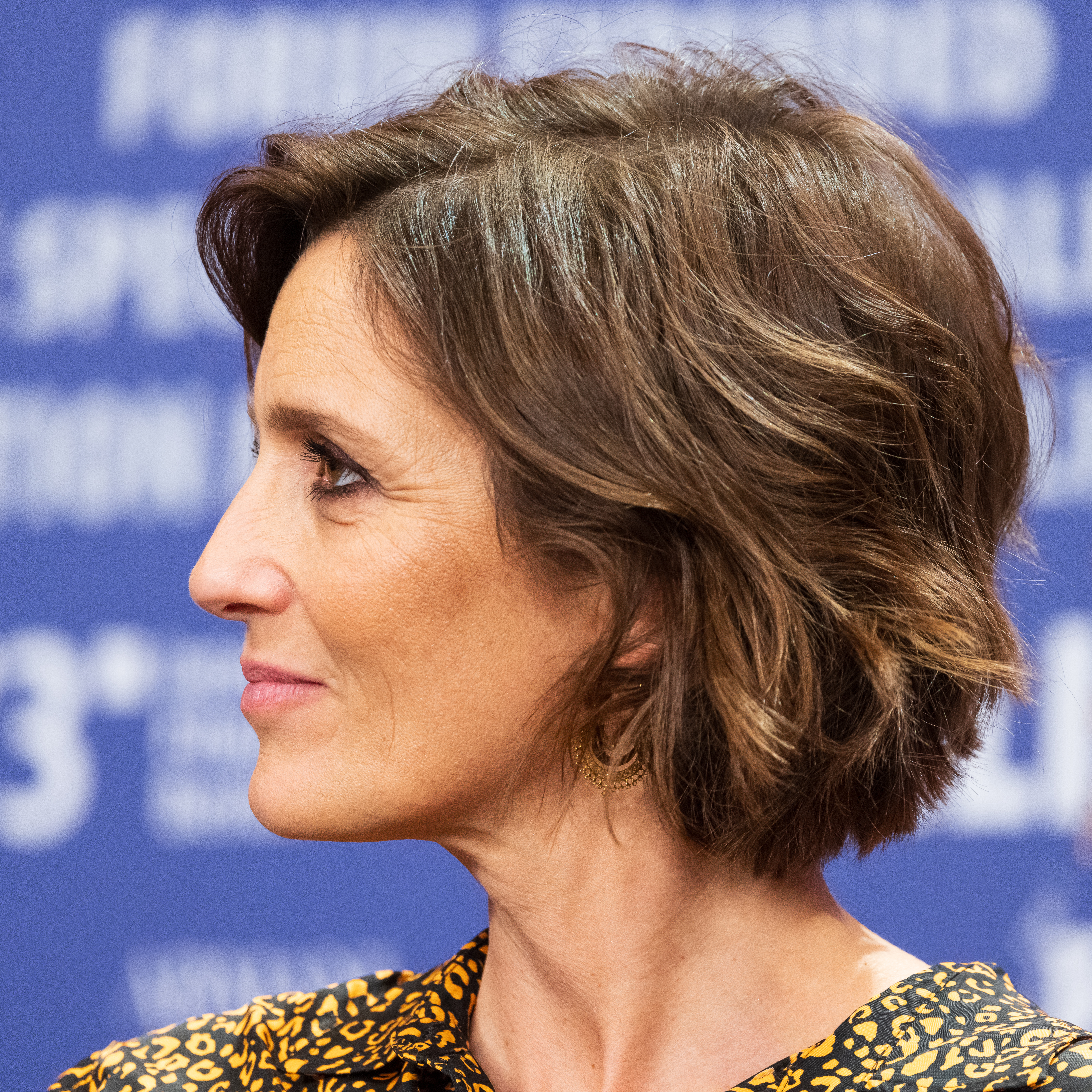
Beatriz Batarda im Februar 2023 bei der Berlinale

Beatriz da Silveira Moreno Batarda Fernandes (* 11. April 1974 in London, Vereinigtes Königreich) ist eine portugiesische Schauspielerin.

## Leben
Ihre Eltern lebten im Exil in London. Zwei Wochen nach ihrer Geburt fand mit der Nelkenrevolution die Diktatur des Estado Novo ein Ende, und ihre Familie kehrte umgehend nach Portugal zurück. Sie ging in Lissabon am Gymnasium Luís de Camões und am französischen Gymnasium (Liceu Francês) zur Schule, wo sie bei einem Casting für einen Film (Harte Zeiten für unsere Zeiten von João Botelho) engagiert wurde (im Abspann als Beatriz Morena geführt). Als sie ihre Cousine, die Schauspielerin Leonor Silveira, bei den Dreharbeiten zu Vale Abraão („Am Ufer des Flusses“) besuchte, war Manoel de Oliveira von ihr angetan, und sie stand ein zweites Mal in einer kleinen Nebenrolle vor der Kamera. Oliveira gab ihr in seinem nächsten Film (A Caixa, „Die Büchse des Bettlers“) 1994 ihre erste volle Rolle. Sie studierte im Anschluss Grafik. Der Schauspieler Luís Miguel Cintra überredete sie dann zu einer Theaterrolle in einem von ihm inszeniertem Stück, und sie begann ihre ersten weitergehenden Schritte als Schauspielerin. Nach der ersten Rolle mit Cintra, dem für das Fernsehen aufgenommenen Stück O Conto de Inverno („Das Wintermärchen“), folgte eine weitere Rolle, in Gil Vicentes O Triunfo do Inverno („Der Triumph des Winters“). Wieder war es Cintra, der sie überzeugte, weiter zu schauspielern, und sie stand 1996 gleich zweimal auf der Bühne, im wieder vom Fernsehen gesendeten Um Auto de Gil Vicente, von Almeida Garrett, im Teatro Nacional São João in Porto, und in Sonho de uma Noite de Verão („Ein Sommernachtstraum“) von William Shakespeare, im Lissabonner Teatro da Trindade.
Nach diesen Erfahrungen schlug Batarda endgültig die Schauspiel-Laufbahn ein. Zur Vorbereitung auf eine Ausbildung in England absolvierte sie einen ausgiebigen Englisch-Lehrgang. Nach zwei weiteren Stücken (Vozes da Paixão im Centro Cultural de Belém und Os Sete Infantes im Teatro do Bairro Alto) ging sie im September 1997 für drei Jahre an die Guildhall School of Music and Drama in London. Nach Portugal kam sie nur für zwischenzeitliche Filmaufnahmen und wurde nach ihrer Mitwirkung an Die Schwächen der Frauen (1998, Regie Luís Galvão Teles) auf der Berlinale 1998 als „Shooting Star“ ausgezeichnet. Nachdem sie das Studium mit der Goldmedaille als Jahrgangsbeste abschloss, blieb sie in London wohnen und ging 2000 mit dem Ensemble von Christopher Morahan auf Tour, mit dem Stück Beyond a joke (Roger Miller). Sie spielte danach in einer Folge der Fernseh-Serie Relic Hunter – Die Schatzjägerin mit Tia Carrere. 2001 war sie Teil des English Touring Theatre mit dem, von Steven Unwin inszenierten Shakespeare-Stück Love’s Labour’s Lost (Verlorene Liebesmüh). Auch für das Fernsehen spielte sie wieder, für die BBC in der Doctors-Serie und in einem Kurzfilm der Table Twelve-Reihe, vor allem aber in der neuverfilmten Forsyte-Saga des Senders Granada ITV, für die sie bis 2002 vor der Kamera stand. Anschließend spielte sie in London wieder Theater, in Brian Friels Aristocrats (Inszenierung: Joseph Blatchley).
Trotz der folgenden Heirat und Schwangerschaften führte sie ihre Karriere insbesondere beim Film weiter, zog jedoch 2004 nach Portugal zurück, auch auf Grund ihres Wunsches, lieber in ihrer Muttersprache zu arbeiten. Sie heiratete den Komponisten und Jazz-Pianisten Bernardo Sassetti (1970–2012), von dem sie zwei Töchter hat (geboren 2004 und 2006). Bei der gemeinsamen Preisverleihung 2011 der Sociedade Portuguesa de Autores und des öffentlich-rechtlichen Fernsehsenders RTP wurden beide Ehegatten unabhängig voneinander geehrt. Beatriz Batarda erhielt den Preis als beste Schauspielerin, während ihr Mann den Preis für die beste Musik bekam.
Für ihre Rollen in Filmen von Marco Martins, José Álvaro Morais, Margarida Cardoso und João Canijo gewann sie weitere Preise in Portugal (Caminhos do Cinema Português, Globo de Ouro).
Beatriz Batarda ist die Tochter des Malers Eduardo Batarda, und die Cousine der Schauspielerin Leonor Silveira.

## Rezeption
Bei allen ihren Theaterrollen und Fernsehauftritten waren es vor allem ihre überzeugenden Rollen in Peixe Lua (Jose Álvaro Morais) und Noite Escura (João Canijo), die ihr die größte Aufmerksamkeit brachten. Ihre Wandlungsfähigkeit bewies sie in Filmen wie Manoel de Oliveiras Die Büchse des Bettlers („A Caixa“) oder auch How to Draw a Perfect Circle („Como Desenhar um Círculo Perfeito“, von Marco Martins). Sie gilt seither als vielseitig talentierte und überzeugende Schauspielerin. So glaubten selbst Kollegen am Set von It’s all gone Pete Tong – The Legend of Frankie Wilde zunächst, sie sei tatsächlich taubstumm. Sie gilt, zusammen mit Ana Moreira, als die vielversprechendste Schauspielerin des Portugiesischen Films.

## Filmografie
- 1988: Harte Zeiten für unsere Zeiten (Tempos Dificeis); R: João Botelho
- 1993: Am Ufer des Flusses (Vale Abraão); R: Manoel de Oliveira
- 1994: Die Büchse des Bettlers (A Caixa); R: Manoel de Oliveira
- 1995: O Conto de Inverno (Fernsehfilm)
- 1996: Um Auto de Gil Vicente (Fernsehfilm)
- 1996: Dois Dragões; R: Margarida Cardoso
- 1997: Porto Santo; R: Vicente Jorge Silva
- 1997: Die Schwächen der Frauen (Elles); R: Luís Galvão Teles
- 1998: O Que Te Quero; R: Jeanne Waltz
- 2000: Peixe-Lua; R: José Álvaro Morais
- 2001: Relic Hunter – Die Schatzjägerin (Fernsehserie, eine Folge)
- 2001: Table 12 (Fernsehserie, eine Folge)
- 2001: My Family (Fernsehserie, eine Folge)
- 2001: Doctors (Fernsehserie, eine Folge)
- 2002: Em Volta; R: Ivo Ferreira
- 2002: Die Forsyte Saga (Fernsehserie)
- 2003: Quaresma; R: José Álvaro Morais
- 2004: Amnésia (Fernsehfilm); R: Nicholas Laughland
- 2004: Noite Escura; R: João Canijo
- 2004: Es war einmal in Afrika (dt. Festivaltitel: Die Küste des Raunens) (A Costa dos Murmúrios); R: Margarida Cardoso
- 2004: It’s All Gone Pete Tong; R: Michael Dowse
- 2005: Alice; R: Marco Martins
- 2005: S.A.C. – Des hommes dans l’ombre (Fernsehfilm); R: Thomas Vincent
- 2007: Avé Maria (Fernsehfilm); R: João Botelho
- 2007: Antes de Amanhã; R: Gonçalo Galvão Teles
- 2007: Nadine; R: Erik de Bruyn
- 2008: Waking the Dead – Im Auftrag der Toten (Fernsehserie, Folgen „Missing Persons“ 1 + 2)
- 2008: Um Amor de Perdição; R: Mário Barroso (Sprechrolle)
- 2009: A Religiosa Portuguesa; R: Eugène Green
- 2009: How to Draw a Perfect Circle (Como Desenhar um Círculo Perfeito); R: Marco Martins
- 2009: Duas Mulheres; R: João Mário Grilo
- 2010: Senhor X; R: Gonçalo Galvão Teles
- 2011: Cisne; R: Teresa Villaverde
- 2011: Trabalho de Actriz, Trabalho de Actor; R: João Canijo
- 2011: Sangue do Meu Sangue; R: João Canijo
- 2011: Luz da Manhã (Kurzfilm); R: Cláudia Varejão
- 2012: Demain?; R: Christine Laurent
- 2012: O Grande Kilapy; R: Zézé Gamboa
- 2013: Nachtzug nach Lissabon (Night Train to Lisbon); R: Bille August
- 2014: Yvone Kane; R: Margarida Cardoso
- 2015: Cinzento e Negro; R: Luís Filipe Rocha
- 2015: Beatriz: Entre a Dor e o Nada; R: Alberto Graça
- 2015: The Secret Agent; R: Stan Douglas
- 2016: 2 Minutos (Kurzfilm); R: Afonso Pimentel
- 2016: São Jorge; R: Marco Martins
- 2017: Colo; R: Teresa Villaverde
- 2017: Menina; R: Cristina Pinheiro
- 2018: Sara (Fernsehserie)
- 2019: Sul (Fernsehserie)
- 2023: Mal Viver; R: João Canijo
- 2023: Viver Mal; R: João Canijo
- 2023: O Vento Assobiando nas Gruas; R: Jeanne Waltz